# Григоровка (Братский район)
Григоровка (укр. Григорівка) — село в Братском районе Николаевской области Украины.
Основано в 1935 году. Население по переписи 2001 года составляло 488 человек. Почтовый индекс — 55420. Телефонный код — 5131. Занимает площадь 2,145 км².
Через село, с севера на юг, протекает река Малая Корабельная, которая берет свое начало на северо-восточной окраине села Тимофеевки.

## Местный совет
55420, Николаевская обл., Братский р-н, с. Григоровка, ул. Первомайская, 61

## Язык
Распределение населения по родному языку по данным переписи 2001 года:
| Язык        | Процент |
| ----------- | ------- |
| украинский  | 92,09 % |
| русский     | 6,69 %  |
| молдавский  | 0,61 %  |
| цыганский   | 0,41 %  |
| белорусский | 0,20 %  |